# Колчин, Владимир Александрович
Колчин Владимир Александрович (15 мая 1917 — 24 мая 1997) — советский российский актёр театра и кино.

## Биография
Выпускник Щукинского училища (1937—1941), артист Вахтанговского театра (1937—1971).
Урна с прахом находится в колумбарии Нового Донского кладбища города Москвы.

## Театральные работы
- «Крепость на Волге» (Ванечка и 1-й матрос, 1949),
- «Чайка» А.Чехова (Медведенко)

## Роли в кино
- 1939 — Воздушная почта — диспетчер
- 1939 — Трактористы — Харитоша
- 1939 — Юность командиров — Гаврик Попов
- 1940 — Брат героя — Петя
- 1944 — Родные поля — призывник
- 1945 — Это было в Донбассе — Федор
- 1945 — Простые люди — Иванов
- 1945 — Слон и верёвочка — больной с книгой
- 1951 — Спортивная честь — болельщик на стадионе
- 1952 — Композитор Глинка — Черепанов
- 1953 — Вихри враждебные — солдат
- 1953 — Возвращение Василия Бортникова — Буянов
- 1954 — Шведская спичка — камердинер Николашка
- 1956 — Пролог — император Николай II
- 1958 — Шли солдаты… — немецкий лейтенант
- 1959 — Город на заре (телеспектакль) — Аленушкин
- 1960 — Сердца должны гореть (телеспектакль) — Петя
- 1961 — А если это любовь? — Сергей Сергеевич
- 1961 — Две жизни — Николай II
- 1963 — Выстрел в тумане — Щербаков
- 1964 — Казнены на рассвете…
- 1967 — Курьер Кремля (телеспектакль) — поручик
- 1969 — Оперативная командировка (телеспектакль) — человек Матюхина
- 1970 — Драма на охоте (телеспектакль) — священник
- 1971 — Тысяча душ (телеспектакль)
- 1972 — Визит вежливости — актёр театра
- 1972 — Самый последний день — эпизод
- 1974 — Звезда экрана — фронтовик
- 1975 — Крестьянский сын — кулак
- 1977 — Диалог — советский журналист
- 1981 — Любовь моя вечная —
- 1982 — Не хочу быть взрослым — прохожий
- 1989 — Закон — Клим Ворошилов

## Вокал
- 1939 Трактористы :: с М.Ладыниной — песня «Аккуратный почтальон» (бр. Покрасс — Б.Ласкин)